# نمایش عمومی محبت

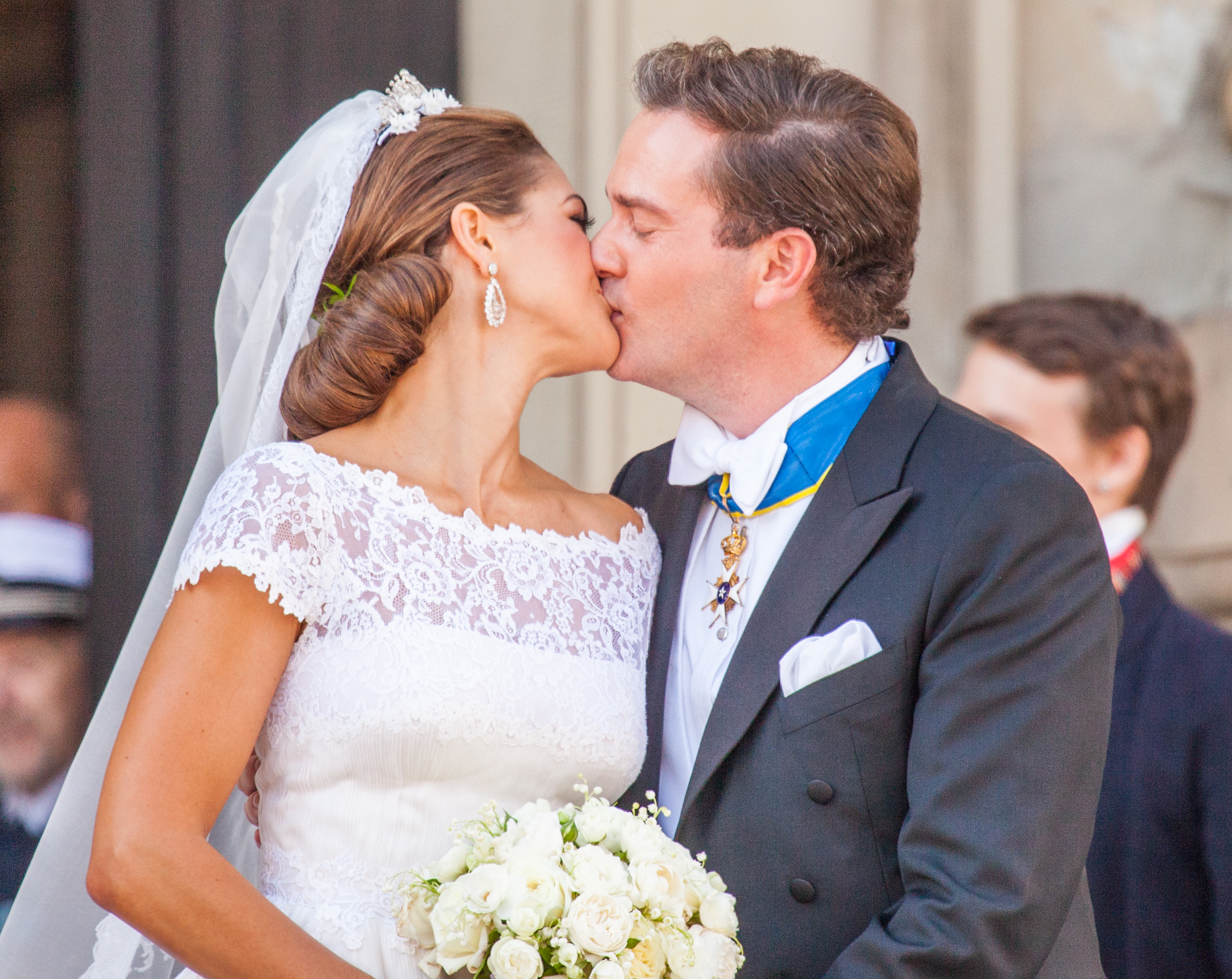
بوسه عروسی: پرنسس مادلین سوئد و کریستوفر اونیل یکدیگر را پس از عروسیشان در ۲۰۱۳ می‌بوسند.

نمایش عمومی عشق نمایش صمیمیت جسمی در معرض دید دیگران است. در فرهنگ‌ها و جوامع متفاوت، قابل قبول بودن این نمایش محبت متفاوت است. برخی از سازمانها قوانینی را برای محدودیت یا منع نمایش عمومی محبت در بین مردم وضع می‌کنند. نمایش عشق در یک مکان عمومی، مانند خیابان، بیشتر مورد اعتراض قرار می‌گیرد، تا اقدامات مشابه در یک مکان خصوصی که فقط افرادی از یک فرهنگ فرهنگ‌هایی مشابه در آن حضور دارند.
تعریف محبت جسمانی «هر گونه لمس برای برانگیختن احساس عشق در دهنده یا گیرنده» است.

## در جهان

### دینداری
دینداری یکی از عوامل مهمیست که بر نحوه توسعه روابط عاشقانه در کشورها تأثیر می‌گذارد. معمولا، پاسخ دهندگان مذهبی سطوح پایین‌تری از تماس صمیمی با شرکای خود را گزارش می‌دهند. بدیهی است که دین داری به‌طور کلی سطح ابراز محبت را محدود می‌کند. در بسیاری از مناطق جهان، دین دیدگاه فرهنگی را در مورد ابراز محبت در ملأ عام را تعین می‌کند و این گاهی اوقات به ممنوعیت منتهی می‌شود. به عنوان مثال قوانین شرع، پیمان بکارت کاتولیک و انجیلی، صنیوت در یهودیت و باقی مکاتب فکری محافظه کار اسلامی، به ویژه سلفی، نشان دادن محبت به شکل عمومی را ممنوع می‌کند.

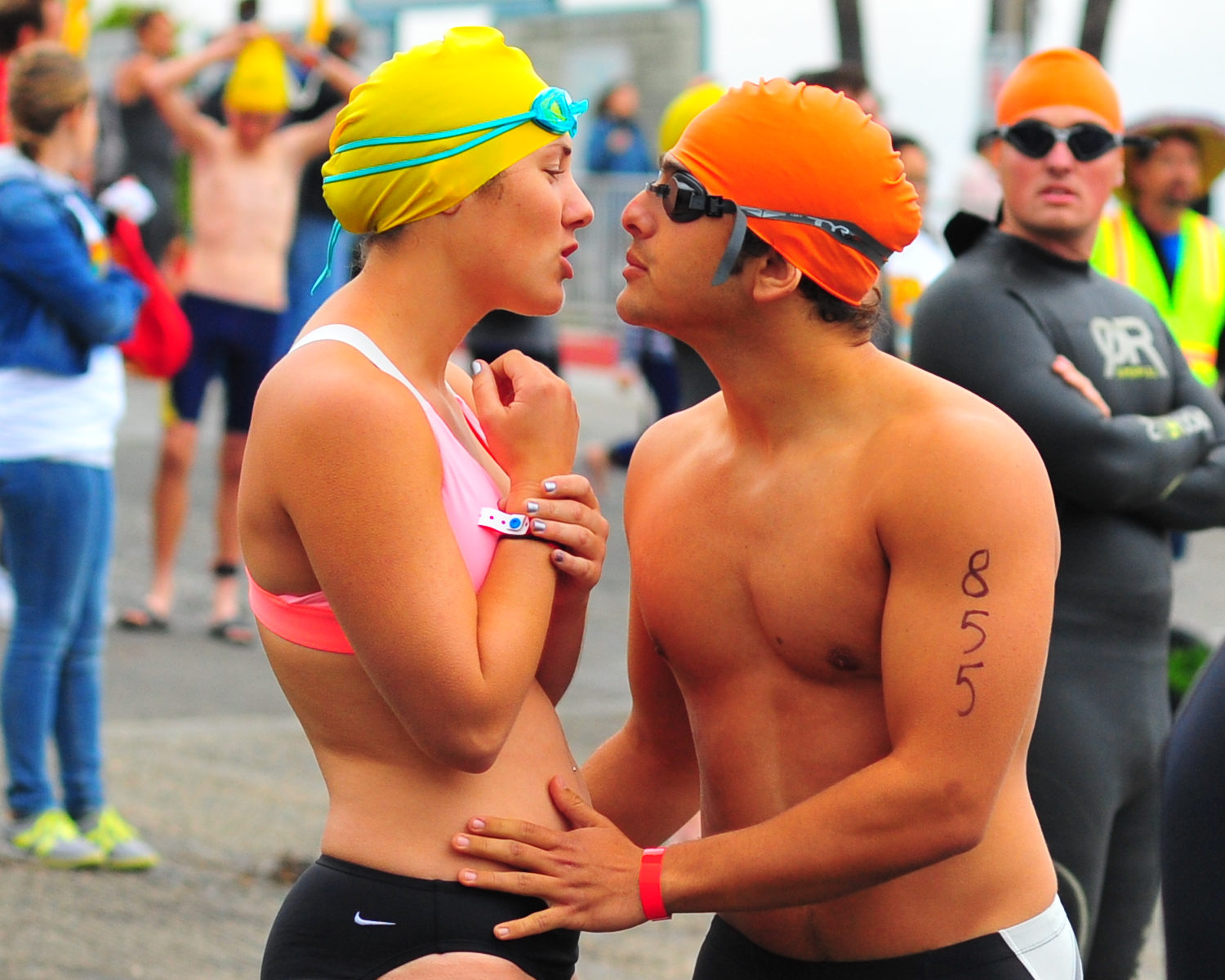
یک شناگر مرد با دستانش بر روی کمر یک زن شناگر، ایالات متحده آمریکا.

### جهان غرب
در اکثر کشورهای غربی، مانند اروپای غربی، استرالیا، نیوزلند، کانادا، ایالات متحده و آمریکای لاتین، بسیار معمول است که افراد دست یکدیگر را بگیرند و همدیگر را بغل کرده و گاهی در ملاء عام ببوسند. معمولاً ابراز بیش از حد، مانند انجام فعالیتهای جنسی، از نظر اجتماعی قابل قبول نیست. بوسیدن بیشتر در زندگی شبانه بزرگسالان، مانند کلوپ‌های شبانه مشاهده می‌شود.

### خاورمیانه
کشورهای خاورمیانه مانند عراق، عربستان سعودی، اردن و مصر و ایران فرهنگ‌های عمدتاً مسلمان دارند. معمولاً قوانین نجابت اجازه ابراز محبت عمومی را نمی‌دهد. در کشورهای مختلف مجازات‌ها برای ابراز محبت عمومی می‌تواند شدید باشد. مسافرانی در دوبی به دلیل بوسیدن در ملاء عام به حبس محکوم شده‌اند. در سال ۲۰۰۹، یک زوج انگلیسی که در حال بوسیدن در مکانی عمومی در دبی بودند، پس از سه ماه حبس اخراج شدند. یک زوج هندی متأهل که در تاکسی بودند به دلیل بغل کردن و بوسیدن به یک سال زندان محکوم شدند. راننده تاکسی این زوج را مستقیماً به ایستگاه پلیس برد. بوسیدن «تخلفی از نجابت عمومی» تلقی می‌شود.
در ایران، دست در دست گرفتن به ویژه در شهرهای بزرگ و در بین نسل‌های جوان بیشتر و بیشتر محبوبیت پیدا کرده‌است.
پلیس اسلامی ابراز محبت عمومی را ممنوع کرد.

## نوجوانان

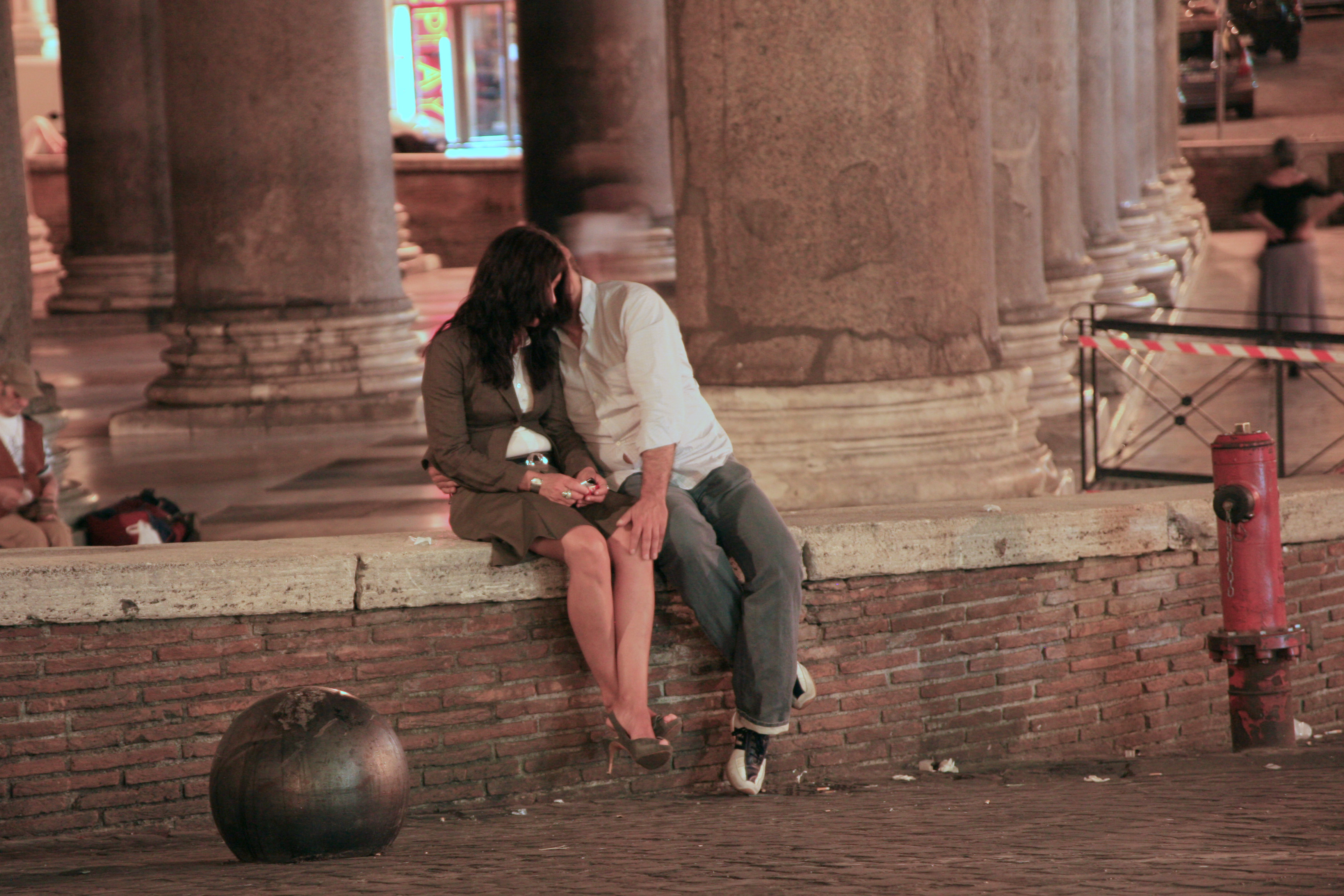
یک زوج جوان در رم مشغول محبت در مکانی عمومی هستند.

به خوبی مشخص است که روابط خارج از خانواده در دوران نوجوانی اهمیت فزاینده‌ای پیدا می‌کند.
محبت یا صمیمیت به الگوهای رفتاری در روابط اشاره دارد که شامل ارزیابی ذهنی دلبستگی است. این الگوی رفتاری بخشی از مجموعه وسیع‌تری از عواملیست که به ایجاد یک رابطهٔ غیروالدینی در نوجوان کمک می‌کند. تعدادی از جامعه شناسان زمینه‌های کلی‌تر روابط جنسیتی را مورد بررسی قرار دادند، اگرچه چندین مطالعه کلیدی بر پیش‌نوجوانی و اوایل نوجوانی تمرکز دارند. کار آنها در برجسته کردن اهمیت میزان ایجاد ویژگی‌های این روابط اولیه و حتی احساسات شخصی شدید مانند عاشق بودن از نظر اجتماعی‌ست. تصورات و رفتارهای نوجوانان در مورد این روابط به شدت تحت تأثیر تعامل و ارتباط با سایر دختران یا پسران است. قوانین خاصی شکل می‌گیرند (به عنوان مثال، همیشه عاشق بودن، اشتباه بودن قرار گذاشتن با دو نفر) و غیبت یا فرایندهای دیگر اجتماعی برای کنترل غیررسمی در اطراف این قوانین نانوشته شکل می‌گیرند.
تحقیقات در دوران نوجوانی آغاز می‌شود، زمانی که جوانان به اندازه کافی بزرگ شده‌اند. این رابط‌ها بسیار سطحی و بر اساس انتظارات آرمانی غیرواقعی توصیف می‌شوند. علاوه بر این، تمایل نوجوانان برای نشان دادن «ظاهر» خوب، مانع از ایجاد صمیمیت می‌شود.
جدول زیر کیفیت و زمینه بروز محبت در نوجوان‌های آمریکایی در بین زوج‌های میان‌نژادی را نشان می‌دهد:
| رفتار                             | درصد  |
| --------------------------------- | ----- |
| دست گرفتن                         | ۸۹٫۹۰ |
| به دیگران گفتند که آنها زوج هستند | ۸۵٫۷۶ |
| تنها با هم بیرون رفتن             | ۷۸٫۰۰ |
| با هم گروهی بیرون رفتن            | ۷۸٫۴۰ |
| با والدین شریکشان ملاقات کردن     | ۷۵٫۹۱ |
| به شریک خود هدیه دادن             | ۷۲٫۰۸ |
| هدیه‌ای از شریک دریافت کردن        | ۷۶٫۲۵ |
| به شریک گفتند که او را دوست دارند | ۸۲٫۰۵ |
| شریک گفت که آنها را دوست دارد     | ۷۹٫۶۹ |
| آنها خود را زوج می‌دانستند         | ۹۰٫۸۸ |
| بوسیدن                            | ۹۱٫۵۶ |
| لمس زیر لباس یا بدون لباس         | ۶۲٫۷۸ |
| به اندام تناسلی یکدیگر دست زدن    | ۵۳٫۶۸ |
| رابطه جنسی داشتن                  | ۴۲٫۴۰ |

## رسانه‌های اجتماعی

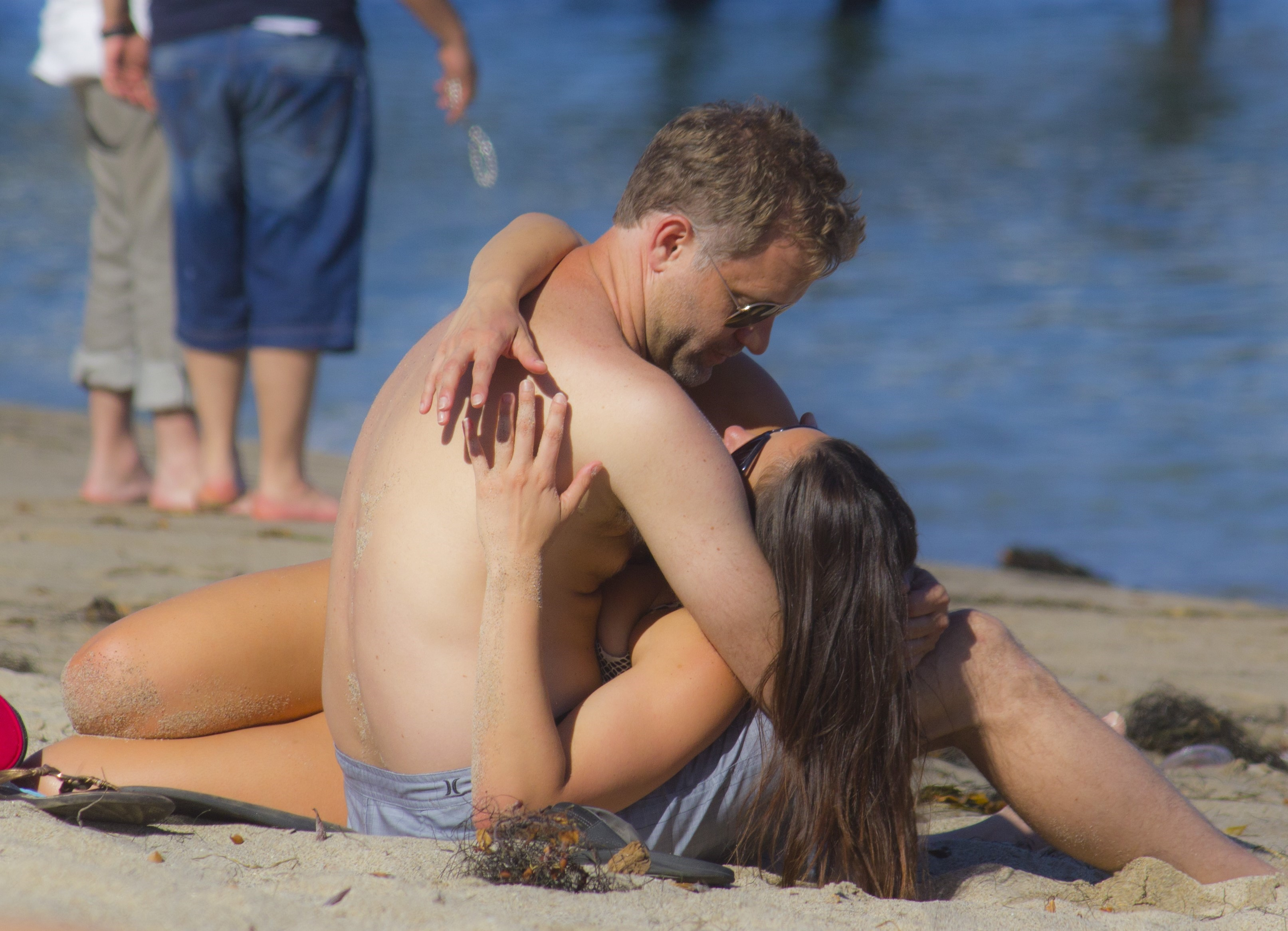
آغوش یک زوج در ساحلی در ایالات متحده

ابراز احساسات شخص نسبت به شخص دیگری قبلاً محدود به نامه‌های مکتوب، تماس‌های تلفنی یا حضوری بود. در دنیای مدرن، رسانه‌های اجتماعی مانند فیس بوک و توییتر، با ۱٫۷ میلیارد کاربر در فیس بوک و بیش از نیم‌میلیارد کاربر توییتر در حال رشد هستند. مطالعات انجام شده در مورد روابط از طریق فیس‌بوک نشان داد که وقتی دو فرد علاقه‌مند به یکدیگر هر دو به‌طور منظم از فیس بوک استفاده می‌کنند، روابط آنها شکل متفاوتی نسبت به آنچه بدون رسانه‌های اجتماعی انجام می‌دادند، دارد. پس از ملاقات و ایجاد علاقه برای دو نفر، یکی یا هر دو شخص وارد صفحه فیس بوک شخص دیگر می‌شوند و اطلاعاتی مانند وضعیت رابطه، تصاویر و علایق را دریافت می‌کنند. به محض شروع رابطه، برخی از زوج‌ها رابطه خود را با ارسال‌هایی مانند تصاویر و تغییر وضعیت رابطه در وب‌سایت، اعلام می‌کنند.
نحوه نشان دادن محبت عمومی مردم در رسانه‌های اجتماعی می‌تواند نشان دهنده امنیت و شخصیت روابط باشد. ارتباط مکرر و زیاد با یک شریک عاشقانه از طریق اشکال مختلف رسانه‌های اجتماعی، نشان دهنده پیشرفت رابطه است، در حالی که ارتباطات محدود نشان دهنده بیگانگی یا تنش‌زدایی رابطه‌ای است. مطالعه دیگری نشان داده‌است که وقتی فردی بر روی وضعیت رابطه‌اش یا دیگر عزیزش یا احساسات خود به اون تمرکز می‌کند، آن شخص تمایل بیشتری نسبت به شریک خود دارد.

## اصطلاحات
در ایالات متحده، «اتاقی بگیر» (به انگلیسی: get a room) عبارتی است که معمولاً هنگامی گفته می‌شود که شخصی احساس نارضایتی ابراز عمومی محبت کسی دارد.